# Dichloracetylchlorid
Dichloracetylchlorid ist eine chemische Verbindung aus der Gruppe der Carbonsäurehalogenide. Es ist eine farblose bis gelbliche, an Luft rauchende Flüssigkeit mit stechendem Geruch.

## Vorkommen
Dichloracetylchlorid kann beim Lichtbogenschweißen entstehen, wenn der Stahl mit Trichlorethylen oder 1,1,1-Trichlorethan gereinigt wurde und sich Reste davon am Material oder in der Luft befinden.

## Gewinnung und Darstellung
Dichloracetylchlorid kann durch Oxidation von Trichlorethen, durch Reaktion von Dichloressigsäure und Thionylchlorid oder durch Reaktion von Chloroform und Kohlendioxid in Gegenwart von Aluminiumchlorid hergestellt werden.

## Eigenschaften
Dichloracetylchlorid reagiert mit Alkalihydroxiden, Alkoholen, Laugen und Wasser. In wässrigem Milieu hydrolysiert es zu Dichloressigsäure und Salzsäure.

## Verwendung
Dichloracetylchlorid wird als Zwischenprodukt bei der Herstellung von Arzneistoffen und Pflanzenschutzmitteln sowie für Dichloressigsäure, Dichloressigsäureanhydrid und ihren Estern verwendet.

## Sicherheitshinweise
Dichloracetylchlorid-Dämpfe können bei Temperaturen über dem Flammpunkt von 66 °C mit Luft explosive Gemische bilden.